# Udalricus
Udalricus (även Uldaric(us)), Sankt Ulrik, född cirka 890, död 973, tyskt helgon från Augsburg. Udalricus hade i äldre tider en plats i svenska almanackan den 4 juli. Sankt Ulrik är det första helgon som (år 993) helgonförklaras av en påve (tidigare hade helgonen helgonförklarats av lokala biskopar). Han är skyddshelgon för vinodlare, fiskare 
och vandrare. 